# Dasyhelea funebris
Dasyhelea funebris är en tvåvingeart som först beskrevs av Johann Wilhelm Meigen 1830.  Dasyhelea funebris ingår i släktet Dasyhelea och familjen svidknott.
Artens utbredningsområde är Tyskland. Inga underarter finns listade i Catalogue of Life.